# 素帕触·讪差
素巴猜·贾德（1998年5月22日—），泰国足球运动员，司职中场。現效力於J1联赛北海道札幌岡薩多，也代表泰国国家足球队。

## 荣誉

### 俱乐部
武里南联
- 泰国超级足球联赛：2015、2017、2018、2021–22
- 泰國足總盃：2015、2021–22
- 泰國聯賽盃：2015、2016、2021–22
- 泰国冠军杯：2019
- 丰田超级杯：2016
- 湄公河球會錦標賽：2015、2016

### 国家队
泰國國家隊
- 东南亚足球锦标赛：2020